# Theodor Witte (Jurist)
Theodor Conrad Witte (* 27. Juni 1811 in Hannover; † 17. August 1879 ebenda) war ein deutscher Verwaltungsjurist und Versicherungsdirektor.

## Leben
Theodor Witte wurde am 27. Juni 1811 als Sohn der Astronomin Wilhelmine Witte (1777–1854) und des Konsistorial- und Hofrats Friedrich Christian Witte (1773–1854) in Hannover geboren. Seine älteren Geschwister waren der Verwaltungsjurist Friedrich Ernst Witte und die Lyrikerin Minna von Mädler.
Er studierte ab 1830 Rechtswissenschaften an der Universität Göttingen und wurde dort 1831 Mitglied des Corps Hannovera Göttingen. Er trat in den Verwaltungsdienst des Königreichs Hannover ein und wurde 1834 Auditor in Hannover, 1837 Amtsassessor zunächst in Hitzacker, 1838 in Osterholz und 1840 in Agathenburg. Danach wechselte er 1841 an die Landdrostei Lüneburg, wo er 1847 Regierungsrat wurde.
Seit Anfang des Jahres 1864 war Theodor Witte Direktor der Landschaftlichen Brandkasse Hannover. Bis zur Annexion des Königreichs Hannover durch Preußen im Jahre 1866 war Witte Mitglied des Hannoverschen Staatsrats.
Theodor Witte starb am 17. August 1879 im Alter von 68 Jahren in seiner Geburtsstadt Hannover.